# High Lane
High Lane är en by i distriktet Stockport i Greater Manchester i England. Byn är belägen 16,8 km 
från Manchester. Orten har 4 614 invånare (2015).